# Warwick Deeping
George Warwick Deeping (28 de mayo de 1877 – 20 de abril de 1950) fue un prolífico novelista y cuentista inglés, cuya novela más conocida fue Sorrell e Hijo (1925).

## Vida
Nacido en Southend-on-Sea, Essex, en una familia de médicos, Warwick Deeping fue educado en la Escuela Merchant Taylor. Después ingresó en el prestigioso Trinity College, de Cambridge, para el estudio de la medicina y de la ciencia (recibió su MA en marzo de 1902), y luego fue al Hospital de Middlesex para terminar su formación médica. Durante la Primera Guerra Mundial, sirvió en el Royal Army Medical Corps. Deeping más tarde renunció a su trabajo como médico para convertirse en escritor a tiempo completo. Se casó con Phyllis Maude Merrill, y vivió el resto de su vida en los "Eastlands" en Brooklands Road, Weybridge, Surrey.
Fue uno de los autores más vendidos de la década de 1920 y 1930, con siete de sus novelas en la lista de los libros más vendidos. Deeping fue un prolífico escritor de historias cortas, que apareció en revistas británicas como Cassell's, The Story-Teller y The Strand. También publicó ficción en varias revistas de EE. UU., Incluyendo el Saturday Evening Post y Adventure. Todas las historias cortas y novelas seriales en revistas de los Estados Unidos eran reimpresiones de obras publicadas previamente en Gran Bretaña. Más de 200 de sus cuentos y ensayos originales que aparecieron en varias revistas de ficción británicas nunca se vieron en forma de libro. Esos trabajos ahora están disponibles en la colección de varios volúmenes "Lost Stories".

## Temas
Sus primeros trabajos están dominados por romances históricos. Sus últimas novelas trataban más generalmente de la vida moderna y criticaban muchas tendencias de la civilización del siglo XX. Su punto de vista era generalmente el de un individualismo apasionado, desconfiado tanto de las élites gobernantes como de las clases bajas, que a menudo se presentaban como una amenaza para sus asediados protagonistas de la clase media. Su héroe más famoso es el Capitán Sorrell M.C., el exoficial que después de la Primera Guerra Mundial se ve reducido a una ocupación humilde en la que es intimidado por los de una clase social inferior y menos educación. Las novelas de Deeping a menudo se ocupan de cuestiones controvertidas. En su estudio de 2009, The Ordeal of Warwick Deeping, Mary Grover los enumera:
- trabajo social y medicina en los barrios marginales (Roper's Row, 1929; The Impudence of Youth, 1946; Paradise Place, 1949).
- ambigüedad de género (The Return of the Petticoat, 1909)
- alcoholismo (Una guerra de mujeres, 1907; La mujer en la puerta, 1937; La casa oscura, 1941)
- eutanasia (Sorrell e hijo (1925); La casa oscura, 1941)
- abuso de la esposa y homicidio justificable (The Woman at the Door, 1937)
- violación (The White Gate, 1913)
- contaminación del suministro de agua (Sinceridad, 1912)[6]

A pesar de estos temas, Deeping obtuvo poco reconocimiento como escritor serio. George Orwell, cuyas convicciones políticas eran muy diferentes a las de Deeping, y quien en su rechazo a Deeping era típico de los críticos izquierdistas de la época, lo descartó como parte de la "gran tribu" de escritores que "simplemente no se dan cuenta" de lo que está sucediendo '.

## Libros de Warwick Deeping
- Uther e Igraine (1903), su primera novela publicada
- Amor entre las ruinas (1904)
- Los difamadores (1904)
- Las siete corrientes (1905)
- Bess of the Woods (1906)
- El regreso de la enagua (1907)
- Bertrand de Bretaña (1908)
- Mad Barbara, también conocida como These White Hands (1908)
- El santo rojo (1909)
- El óxido de Roma (1910)
- Fox Farm, también conocida como Los Ojos del Amor (1911)
- Juana de la torre (1911)
- The Lame Englishman (1910)
- Sinceridad, también conocida como El desafío del amor, La mano fuerte (1912)
- La casa de los espías (1913)
- La puerta blanca (1913)
- El Orgullo de Eva (1914)
- El escudo del amor, también conocida como King Behind The King (1914)
- Marriage by Conquest (1915)
- Disturbios, también conocida como Bridge of Desire (1916)
- Martin Valliant (1917)
- Condesa Glika (1919)
- Valor (1919)
- Segunda juventud, también conocida como El despertar (1919)
- El matrimonio profético (1920)
- La casa de la aventura (1921)
- Lantern Lane (1921)
- Huertos, también conocida como The Captive Wife (1922)
- Manzanas de oro (1923)
- The Secret Sanctuary o The Saving of John Stretton (1923)
- Tres habitaciones (1924)
- Suvla John (1924)
- Sorrell e hijo (1925)
- Doomsday (1927)
- Kitty (1927)
- Viejo Pybus (1928)
- Roper's Row (1929)
- Exilio (1930)
- Las historias cortas de Warwick Deeping, también conocidas como Historias de amor, coraje y compasión (1930)
- Los Diez Mandamientos, también conocida como El Camino (1931)
- Viejo vino y nuevo (1932)
- Smith (1932)
- Dos ovejas negras (1933)
- Siete hombres volvieron (1934)
- El hombre en el caballo blanco (1934)
- Dos en un tren y otras historias (1935)
- Saco en seda, también conocida como El cordón dorado (1935)
- Sin héroe-esto (1936)
- El año del hombre ciego (1937)
- La malicia de los hombres (1938)
- Fantasia, también conocida como Bluewater (1939)
- El hombre que regresó (1940)
- La casa oscura (1941)
- Maíz en Egipto (1941)
- Vivo de nuevo (1942)
- Mr Gurney y Slade, también conocida como The Cleric's Secret (1944)
- La imprudencia de la juventud (1946)
- Reprieve (1945)
- Laughing House (1946)
- Retrato de un Playboy, también conocida como The Playboy (1947)
- Paradise Place (1949)
- Old Mischief (1950)Los siguientes fueron publicados póstumamente
- Tiempo para sanar (1952)
- Hombre encadenado (1953)
- El viejo mundo muere (1954)
- Caroline Terrace (1955)
- El diente de las serpientes (1956)
- La espada y la cruz (1957)
- The Lost Stories of Warwick Deeping - Volúmenes I - V (2013, 2014) - Un total de más de 2500 páginas, que contienen más de 200 cuentos, novelas y ensayos. Estas obras nunca se publicaron en forma de libro y solo aparecieron en revistas de ficción británicas y estadounidenses entre los años 1910 y 1930, como The Story-Teller, The New Magazine, Cassell's Magazine of Fiction y The Strand.